# The Last Bounty Hunter
The Last Bounty Hunter is een interactieve first-person-live-actionfilm van American Laser Games. Oorspronkelijk kwam het spel uit in 1994 als arcadespel waarbij de bestanden op laserdisc stonden. Later werd het spel geporteerd naar DOS, 3DO, cd-i, dvd, Wii, PlayStation Network. In 2000 werden de rechten van het spel opgekocht door Digital Leisure. Zij brachten het spel opnieuw uit voor Wii in 2002.
De filmscènes werden opgenomen in de Old Tucson Studios in Tucson, Arizona. Het is een van de laatste spellen voordat het bedrijf failliet ging.

## Verhaal
De speler bestuurt een premiejager die van dorp tot dorp rijdt om op zoek te gaan naar vogelvrijen die de streek teisteren. Deze vogelvrijen behoren tot een bepaalde bende met elk hun eigen bendeleider.
Het spel bestaat uit vier grote levels met enkele sublevels. In de sublevels gaat de speler de strijd aan met de bendeleden. Op het einde van elke grote level gaat de speler de confrontatie aan met de bendeleider. Er zijn vier levels, dus ook vier bendeleiders: Handsome Harry, Nasty Dan, El Loco en The Cactus Kid. 
De speler kan zijn vijanden op twee manieren uitschakelen: verwonden of doden. Deze keuze bepaalt de eindscènes waarin de opgepakte criminelen worden berecht.

## Spelbesturing
In het originele arcadespel gebruikt de speler een lichtpistool. Op latere ports van het spel wordt, naargelang het systeem, de computermuis of een additioneel lichtpistool gebruikt. 
De speler krijgt een geldbedrag voor elke vogelvrije die hij uitschakelt. Bij start van het spel beschikt hij enkel over een revolver. Met het verdiende geld kan hij nog een hagelgeweer kopen. Ten slotte kan er nog een ander type van revolver gebruikt worden dat meer kogels bevat dan het eerste. Verdere bonuspunten kunnen verdiend worden door allerhande schedels, lantaarns, houten wielen... te raken.
De speler heeft bij start van het spel drie levens. Hij verliest een leven  wanneer hij door een kogel wordt geraakt of wanneer hij een onschuldige burger doodt. 
Wanneer de speler een vogelvrije levend uitlevert, krijgt hij meer geld. Echter, sommige vogelvrijen kunnen ontsnappen uit de gevangenis en keren later in het spel terug.

## Platforms
| Jaar | Platform    |
| ---- | ----------- |
| 1994 | Arcade, DOS |
| 1995 | 3DO         |
| 1996 | cd-i        |
| 2008 | Windows     |

## Ontvangst
| Beoordeeld door              | Platform | Datum             | Score |
| ---------------------------- | -------- | ----------------- | ----- |
| Coming Soon Magazine         | DOS      | 31 oktober 1995   | 83%   |
| 7Wolf Magazine               | Windows  | 23 september 2003 | 73%   |
| Electric Playground          | 3DO      | 2 oktober 1995    | 70%   |
| World Village (Gamer's Zone) | DOS      | 1995              | 60%   |
| PC Player (Duitsland)        | DOS      | september 1995    | 46%   |
| Entertainment Weekly         | DOS      | 25 augustus 1995  | 42%   |
| Electric Playground          | DOS      | 17 augustus 1995  | 40%   |
| Power Play                   | DOS      | september 1995    | 29%   |